# Labarrieta
Labarrieta es una entidad de población española del municipio de Sopuerta, perteneciente a la provincia de Vizcaya, en la comunidad autónoma del País Vasco.

## Toponimia
El nombre del lugar puede encontrarse escrito con las grafías Labarrieta, La Barrieta y Olabarrieta.

## Historia
Hacia mediados del siglo XIX, el lugar era referido como un barrio ya por entonces perteneciente a Sopuerta. Aparece descrito en el cuarto volumen del Diccionario geográfico-estadístico-histórico de España y sus posesiones de Ultramar de Pascual Madoz con las siguientes palabras:

BARRIETA (la): barrio en la prov. de Vizcaya (5 leg. á Bilbao), dióc. de Santander (14), part. jud. de Valmaseda, (1 y 1/4) y ayunt. de Sopuerta: sit. en las Encartaciones tiene una igl. (la Invencion de la Sta. Cruz) aneja á la de San Martin de Sopuerta. (V.)
(Madoz, 1846, p. 49)

En 2023, la entidad singular de población tenía empadronados 53 habitantes.